# ولیس
ولیس (به لاتین: Velise) یک روستا در استونی است که در دهستان ماریاما واقع شده‌است.